# Bitwa pod Nowym Dworem
Bitwa pod Nowym Dworem odbyła się w dniach 20 - 30 września 1655 roku w rejonie Nowego Dworu Mazowieckiego i Zakroczymia w czasie potopu szwedzkiego pomiędzy wojskami I Rzeczypospolitej a Królestwa Szwecji.

## Geneza
W 1655 król szwedzki Karol X Gustaw rozpoczyna wojnę przeciwko Polsce, a wojska szwedzkie nadspodziewanie łatwo i szybko opanowały Wielkopolskę. 18 sierpnia wraz z dworem opuścił Warszawę król polski Jan II Kazimierz, a 8 września Szwedzi bez oporu zajęli stolicę.
W tym czasie w rejonie wsi Moglino koło Zakroczymia zebrało się pospolite ruszenie mazowieckie pod wodzą wojewody płockiego Jana Kazimierza Krasińskiego. Spod Warszawy wojska szwedzkie dotarły do wsi Skierdy, lecz nie udała się próba przeprawienia się przez Narew. Zapadła decyzja o forsowaniu Narwi w Nowym Dworze Mazowieckim.

## Przebieg bitwy
Po nieudanym forsowaniu Narwi wojska szwedzkie (m.in. Jämtlands fältjägarregemente, Norrlands dragonregemente) podeszły 21 września pod Nowy Dwór. Siły polskie zajmowały terasę o wysokości względnej 30 metrów, położonej między Wisłą, Narwią i ujściem Wkry.  Wojska szwedzkie nadeszły od południa i szybko zajęły miasto łamiąc opór polskich posterunków. Następnie przystąpiły do budowy mostu, aby jak najszybciej czołowo uderzyć na polskie zgrupowanie. Opierając się na dotychczasowych doświadczeniach dowódca szwedzki liczył na to, że i tym razem zdoła bez walki przekonać szlachtę, by ta poddała się władzy Karola Gustawa, jednak 28 września otrzymał odpowiedź odmowną.
Rozpoczęła się walka ogniowa, w której zdecydowana przewagę uzyskała artyleria szwedzka. Pod osłoną swych dział Stenbock przerzucił po niewykończonym moście rajtarów, którzy osłonili budowę szańca chroniącego budowany most na drugim brzegu. Następnego dnia budowa szańca została ukończona, a nocą dokończono budowę mostu.
Rankiem 30 września armia Stenbocka przeprawiła się przez Bugonarew i rozwinęła szyk bitewny. Pod osłoną potężnej artylerii Szwedzi ruszyli do natarcia. Rozpoczął się bój, który toczył się w rejonie dzisiejszego Stanisławowa, Modlina - dzielnicy Nowego Dworu Mazowieckiego i Nowego Modlina. Przewaga ogniowa Szwedów sprawiła, że Mazurzy musieli stopniowo wycofywać się na północ. Odwrót ten połączony był z walką obronną w oparciu o przeszkody terenowe. Duża ruchliwość wojsk polskich pozwoliła im w krytycznym momencie z łatwością oderwać się od Szwedów, którzy nie byli w stanie przeprowadzić skutecznego pościgu. Straty polskie były stosunkowo niewielkie - około 300 zabitych, 7 dział i 500 wozów taborowych.
Następnego dnia część szlachty próbowała nawet odebrać Szwedom zdobyte wozy, jednak bez powodzenia. Wkrótce po wygranej bitwie Szwedzi zdobyli Pułtusk.

## Po bitwie
Wygrana w bitwie pod Nowym Dworem otworzyła Szwedom drogę do Inflant. Na wyspie szwedzkiej, dzisiejszym cyplu, na którym stoi ruina spichlerza twierdzy Modlin, powstały umocnienia ziemne na planie czteroramiennej gwiazdy tzw. Bugskansen. Rok później, przed bitwą pod Pragą 28 lipca 1656 roku to tutaj odbyła się koncentracja wojsk szwedzko-brandenburskich.

## Literatura
- Leszek Podhorodecki, Rapier i koncerz, Warszawa 1985, ISBN 83-05-11452-X, str. 261-262